# Kodre
Kodre (cyr. Кодре) – wieś w Czarnogórze, w gminie Ulcinj. W 2011 roku liczyła 1039 mieszkańców.